# Halldór Orri Björnsson
Halldór Orri Björnsson (ur. 2 marca 1987) – islandzki piłkarz grający na pozycji napastnika. Od początku kariery, z krótką przerwą na grę w SC Pfullendorf, jest zawodnikiem klubu Stjarnan. W reprezentacji Islandii zadebiutował w 2012 roku. Do tej pory rozegrał w niej jedno spotkanie (stan na 31 maja 2013).